# Лука Андронаке
Лука Андронаке (рум. Luca Andronache; нар. 26 липня 2003, Бухарест) — французький футболіст, нападник клубу «Фарул».

## Клубна кар'єра
Виступав за молодіжні команди французьких клубів «Вііторул» (Домнешть) та «Стяуа», але на дорослому рівні за команду не грав. 
5 серпня 2020 року дебютував на дорослому рівні виступами за команду «Вііторул» в матчі Ліги I проти столичного «Динамо» (1:1), вийшовши на заміну на 87 хвилині замість Алексі Піту і загалом за рідну команду провів 12 ігор у вищому дивізіоні країни.
Влітку 2021 року «Вііторул» об'єднався з клубом «Фарул». де і продовжив виступи Андронаке.

## Кар'єра у збірній
Виступав за юнацькі збірні Румунії до 17, до 19 та до 20 років і брав участь у юнацькому (U-19) чемпіонаті Європи 2022 року, де зіграв у всіх трьох матчах і забив голи у грі з Італією (1:2), втім румуни програли усі ігри і стали найгіршою командою турніру.

## Титули і досягнення
- Чемпіон Румунії (1):

«Фарул»: 2022-23